# Пуздровізна (Мазовецьке воєводство)
Пуздровізна (пол. Puzdrowizna) — село в Польщі, у гміні Брок Островського повіту Мазовецького воєводства.
Населення — 72 особи (2011).
У 1975-1998 роках село належало до Остроленцького воєводства.

## Демографія
Демографічна структура станом на 31 березня 2011 року:
|          | Загалом | Допрацездатний вік | Працездатний вік | Постпрацездатний вік |
| -------- | ------- | ------------------ | ---------------- | -------------------- |
| Чоловіки | 37      | 12                 | 20               | 5                    |
| Жінки    | 35      | 8                  | 19               | 8                    |
| Разом    | 72      | 20                 | 39               | 13                   |